# هرجا من میرم (ترانه)
«هرجا من میرم» تک‌آهنگی از گروه موسیقی پاپ راک وان‌ریپابلیک است که در ۱۳ مه ۲۰۱۶ منتشر شد.